# 레오몬
레오몬(LEOMON, レオモン)은 디지털 몬스터에 나오는 가공의 생명체이며 성숙기의 수인형 디지몬이다. 디지몬 시리즈의 정의의 사도로 등장하지만, 디지몬 어드벤처와 디지몬 테이머즈에서 안타깝게도 모두 사망하는 불쌍한 캐릭터.

## 생김새
사자의 모습을 하고 있으며, 검과 주먹을 사용하는 디지몬. 자신보다 강한 수 많은 사악한 디지몬들을 쓰러뜨리며, 나날이 단련된 강인한 육체는 모든 공격을 견딘다. 필살기는 주먹으로 정권을 날리는 수왕권(獣王拳)과 검을 사용하는 사자왕환(獅子王丸)이다.

## 에피소드

### 디지몬 어드벤처
성우는 히라타 히로아키 / 홍시호
원래는 사악한 우가몬과 결투를 하는 정의의 마음을 가진 디지몬이었지만, 데블몬에게 조종당해서 선택받은 아이들의 목숨을 노리다가 신태일의 디지바이스 빛을 받아서 원래의 제정신으로 돌아와서 아이들을 구해주고 또 다시 데블몬에게 세뇌. 행복의 마을에서 디지몬들이 승산이 없자 아이들이 디지바이스 힘으로 몸에서 검은 톱니바퀴들이 빠져나가서 데블몬의 지배에서 벗어나게 된다. 그 후 샤벨레오몬 모습으로 메탈에테몬에게 숨어있는 아이들과 우가몬 앞에 나타나 구해주고 메탈에테몬과 싸우다가 이미나와 우가몬 대신 메탈에테몬의 공격을 받고 쥬드몬의 활약으로 심판의 발톱으로 메탈에테몬을 쓰러뜨린 뒤 소멸.

### 디지몬 테이머즈
성우는 히라타 히로아키 / 유동균
주인공 일행의 황주연의 파트너 디지몬으로 등장. 첫 등장은 황주연 앞에 나타나서 데바 굼비라몬을 물리치고 황주연을 구해준다. 황주연이 반해서 그의 테이머 디지몬이 된다. 베르제브몬이 누군가에게 조종당한다며 막다가 베르제브몬에게 로드당하며 황주연 앞에서 소멸당한다. 자신보다 강한적을 상대하고 자신의 테이머인 황주연을 걱정한다.